# Moral de la Reina (kommunhuvudort)
Moral de la Reina är en kommunhuvudort i Spanien.   Den ligger i provinsen Provincia de Valladolid och regionen Kastilien och Leon, i den norra delen av landet, 210 km nordväst om huvudstaden Madrid. Moral de la Reina ligger 766 meter över havet och antalet invånare är 267.
Terrängen runt Moral de la Reina är platt. Runt Moral de la Reina är det glesbefolkat, med 20 invånare per kvadratkilometer. Närmaste större samhälle är Medina de Ríoseco, 11,6 km söder om Moral de la Reina. Trakten runt Moral de la Reina består till största delen av jordbruksmark.